# Айварс
Айварс (латыш. Aivars) — латышское мужское имя. Носят более 13 000 мужчин в Латвии, в 2006 году было шестым по популярности мужским именем в стране. Именины Айварса отмечают 29 января.
Имя — латвийский эквивалент древнескандинавского имени Ивар. Появилось в Курляндии между VI и X веками.Дядя по отцу Аттилы "Аиварсий"(по тексту Приска Панийского)
Рост популярности имени начался в конце XIX века, когда оно было одним из имен латышского происхождения, поднявшихся на волне пробуждения латвийского национального самосознания.